# Diócesis de Britonia

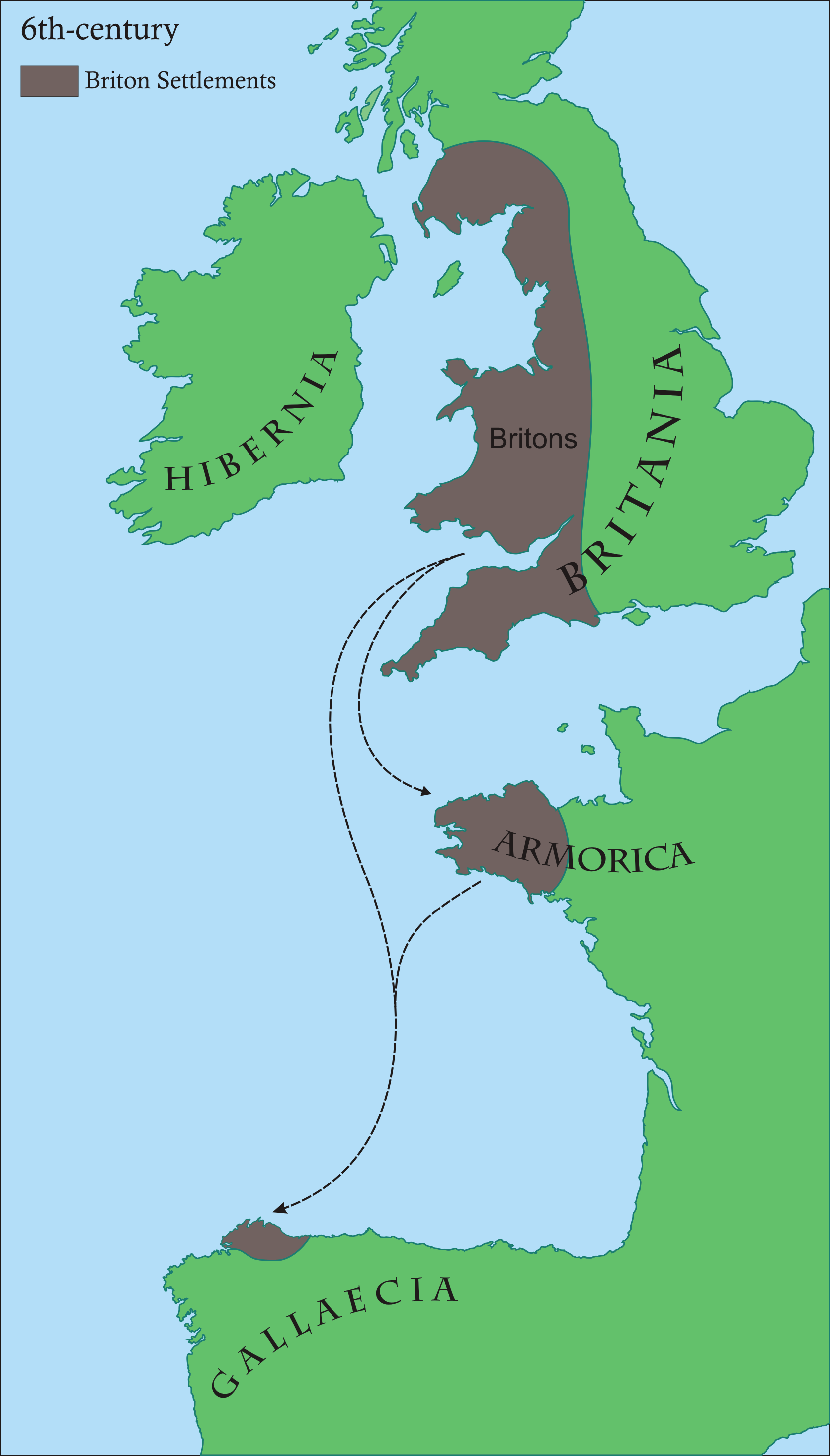
Mapa de los asentamientos britanos alrededor del d. C.

La diócesis de Britonia (también llamada de Bretoña) fue una antigua división episcopal de la Gallaecia, y en la actualidad es una sede titular de la Iglesia católica.

## Localización
El territorio de la antigua diócesis de los bretones —Britonia— ocupó principalmente la franja costera de la Mariña de Lugo hasta la comarca de la Tierra Llana, llegando su influencia hasta las costas de la comarca del Eo-Navia por el este, y de Ferrol por el oeste. Su antigua sede, conocida con el nombre de Monasterio Máximo fue identificado por algunos autores como Díaz y Díaz con la basílica medieval de San Martín de Mondoñedo, donde se encuentran restos de los siglos V-VI d. C. Cambiando de sede y nombre en varias ocasiones, la actual diócesis gallega de Mondoñedo es su sucesora histórica.
El asentamiento de esta oleada de emigrantes bretones y la creación de una diócesis religiosa propia supone el segundo mayor asentamiento de un pueblo extranjero en tierras gallegas, después de los suevos.

## Orígenes
La diócesis de Britonia debió ser fundada por bretones insulares, los primitivos bretones o britanos, como habitantes de la isla de Bretaña, la actual Gran Bretaña. Compelidos por las invasiones sajonas, grupos germanos que desembarcan en la Gran Bretaña, comunidades bretonas abandonan la isla entre el siglo IV y VII, dirigiéndose básicamente a espaldas galas, donde se asientan en la península de Armórica, que acabará por tomar el nombre actual de Bretaña, por consecuencia de este poblamiento.
Es indudable que se habían dirigido también para otras partes. Ciertos grupos debieron llegar hasta las costas septentrionales gallegas, donde se organizaron en comunidades, y donde introdujeron la su peculiar organización religioso-cristiana algo diferente. Los toponimistas no dudan en identificar sus asentamientos con los varios lugares denominados Bretoña en la Galicia, aparte del de la Pastoriza: Bretoña (Barro), Bertonía, Bertoña etc.
También el nombre propio del obispo Mailoc es de ascendencia celta-insular, relacionado con diferentes variantes, Maeloc, Maedoc o Mailog, con el significado de príncipe o jefe.

### Obispos
Obispos conocidos de la ecclesia Brittaniensis:
- Mailoc (Segundo Concilio de Braga, 572)
- Metopius (Cuarto Concilio de Toledo, 633)
- Sonna (Séptimo Concilio de Toledo, 646 y Octavo Concilio de Toledo, 653)
- Bella (Tercero Concilio de Braga, 675)

## Sede titular
En 1969 la diócesis fue recuperada como una sede titular de la Iglesia católica. Desde entonces, los obispos titulares de la misma fueron los siguientes:
- Eugene O'Callaghan (1969 - 1971)
- John Brewer (1971 - 1983)
- Edward Joseph O'Donnell (1983 - 1994)
- Paweł Cieślik (1994 - actualidad)